# Hans von Zezschwitz
Hans Heinrich von Zezschwitz (* 29. September 1887 in Dresden; † 10. Februar 1948 in Filseck) war ein deutscher Verwaltungsbeamter.

## Leben
Zezschwitz war ab 1925 als Regierungsrat Vorstand des Zweigamts Sayda, das zur Amtshauptmannschaft Freiberg gehörte. Von 1931 bis 1932 war er kurzzeitig Amtshauptmann der Amtshauptmannschaft Oelsnitz, deren Leitung zum 1. Mai 1932 der Amtshauptmannschaft Plauen übertragen wurde und aufgelöst werden sollte. Danach war er von 1932 bis 1938 Amtshauptmann der Amtshauptmannschaft Großenhain. Im April 1938 wurde Zezschwitz zum stellvertretenden Kreishauptmann der Kreishauptmannschaft Dresden-Bautzen ernannt (ab 1939 Regierungsvizepräsident). Im August 1944 wurde er als Nachfolger von Karl Waentig Präsident der Brandversicherungskammer in Dresden.

## Familie
Hans von Zezschwitz stammt aus der meißnischen Uradelsfamilie Zezschwitz. Er war der Sohn des Oberstleutnants Ferdinand von Zezschwitz (1856–1934) und seiner Frau Anna, geb. Koch (1864–1947). Am 2. Oktober 1926 wurde er von seinem Onkel Oberst a. D. Clemens von Zezschwitz (1854–1936) und seiner Tante Ida von Zezschwitz, geb. Popp (1875–1955) adoptiert, denen das Rittergut Deutschbaselitz, zu jener Zeit ein Familienfideikommiss, gehörte. Nach dem Tod des Onkels 1936 wurde er Miteigentümer und Gutsbesitzer. Er war seit 1921 mit Charlotte von Metzsch verheiratet. Aus der Ehe ging der Sohn Ecke von Zezschwitz hervor. Im September 1945 wurde das Rittergut Deutschbaselitz im Rahmen der Bodenreform entschädigungslos enteignet. Hans von Zezschwitz und seine Verwandten erhielten ein Aufenthaltsverbot für den Kreis Kamenz.